# Juozas Žebrauskas (Fußballspieler)
Juozas Žebrauskas (* 18. Augustjul. / 31. August 1904greg. in Kaunas; † 14. Mai 1933) war ein litauischer Fußballspieler. Mit der Litauischen Fußballnationalmannschaft nahm er an den Olympischen Sommerspielen 1924 teil.

## Karriere und Leben
Juozas Žebrauskas wurde in Kaunas, im Gouvernement Kowno, im damaligen Russischen Kaiserreich geboren. Žebrauskas spielte von 1923 bis 1931 für den Fußballverein Kovas Kaunas aus seiner Geburtsstadt, der einer der besten litauischen Vereine der Zwischenkriegszeit war. Mit dem Verein aus dem Stadtteil Šančiai gewann er 1924, 1925 und  1926 dreimal infolge die Litauische Meisterschaft.
Der Stürmer spielte zudem in der Litauischen Fußballnationalmannschaft. Mit der Mannschaft nahm er 1924 am olympischen Fußballturnier in Paris teil. Nach dem Ausscheiden in Paris verlor Žebrauskas mit Litauen in einem Freundschaftsspiel das ebenfalls in der Stadt ausgetragen wurde gegen Ägypten. Das Länderspiel endete mit einer 0:10-Niederlage, die bis heute die höchste in der Länderspielgeschichte Litauens darstellt. (Stand: April 2024) Bis 1926 absolvierte Žebrauskas noch drei weitere Länderspiele.
Er starb 1933 im Alter von 28 Jahren.

## Erfolge
mit Kovas Kaunas:
- Litauischer Meister: 1924, 1925, 1926